# Das merkwürdige Kätzchen
Das merkwürdige Kätzchen ist ein deutscher Spielfilm von Ramon Zürcher, der am 11. Februar 2013 im Rahmen der 63. Internationalen Filmfestspiele Berlin uraufgeführt wurde. Es handelt sich um den ersten Teil einer Trilogie über menschliches Zusammensein (die „Tier-Trilogie“).

## Handlung
An einem Samstag im Herbst sind Karin und Simon bei ihren Eltern und der jüngsten Schwester Clara zu Besuch. Die Zusammenkunft der Familie ist Anlass für ein gemeinsames Abendessen, zu dem im Laufe des Tages auch weitere Verwandte erscheinen. Während die Familienangehörigen die Wohnung mit ihren Gesprächen, Alltagshandlungen und Kochvorbereitungen beleben, streifen die Katze und der Hund beiläufig durch die Räume. Einzig die Mutter webt sich nicht so richtig in das Familiengefüge mit ein, wirkt sonderbar abwesend. So öffnen sich allmählich Nebenräume zwischen Familiendrama, Märchen und dem Psychogramm einer Mutter.

## Produktion
Der Film entstand im Rahmen eines Seminars des ungarischen Regisseurs Béla Tarr an der DFFB (Deutsche Film- und Fernsehakademie Berlin). Ziel des Seminars war es, einen literarischen Text von Franz Kafka frei zu adaptieren. Als literarische Vorlage diente Ramon Zürcher die Novelle „Die Verwandlung“.
Die Dreharbeiten fanden vom 29. September bis 15. November 2011 in Berlin statt.
Die Weltpremiere des Films fand am 11. Februar 2013 im Forum der Berlinale statt. Danach wurde der Film auf über 80 internationale Festivals eingeladen und zahlreich prämiert. 2014 wurde er in drei Kategorien für den Preis der deutschen Filmkritik nominiert (Bestes Debüt, Beste Kamera und Bester Schnitt) und kam in der Schweiz (LookNow! Filmverleih), in Deutschland (Peripher Filmverleih), in den USA und Kanada (KimStim Distribution), in Frankreich (ARAMIS Films) und in Österreich (Stadtkino Wien Filmverleih) ins Kino.
Nach erfolgreicher Auswertung wurde der Film nachträglich als Diplomfilm von Ramon und Silvan Zürcher angerechnet, mit dem sie ihr Studium an der DFFB abgeschlossen haben.

## Rezeption
Das merkwürdige Kätzchen tauchte 2014 auf zahlreichen Jahresbestenlisten auf und wurde international in zahlreichen namhaften Publikationen und Filmzeitschriften (Cahiers du Cinéma, The New York Times, Cinema Scope, The Hollywood Reporter, ray, Cargo u. a.) euphorisch besprochen. So schrieb Thomas Groh in der taz: „Eine ganz spezifische Schönheit sucht auch dieser fragile, funkelnde Film: die aufblitzende Poesie des Alltags, die Melancholie des einen kurzen Moments, den Zauber dessen, was als Spur bleibt.“
Im Der Spiegel urteilte Daniel Sander: „Ein amüsantes, surreales Ballett des Alltags, das aus »Das merkwürdige Kätzchen« eher einen Tiger von einem Film macht: elegant, rar und prächtig. Und jederzeit zum Zubeißen bereit.“
Ursula März bewertete den Film in der Zeit mit den Worten: „Es ist nicht leicht, den poetischen Zauber, die Lebendigkeit, die Wärme und den Humor des Films zu schildern.“
In der  The New York Times kam Dennis Lim zu dem Urteil: „At once highly choreographed and buzzing with life; everyday actions and conversations take on a syncopated strangeness and a balletic grace.“ (Gleichzeitig hochgradig choreografiert und voller Leben; Alltägliche Handlungen und Gespräche erhalten eine synkopierte Fremdartigkeit und eine ballettartige Anmut.) Und auch Stephen Dalton äüßerte sich positiv im The Hollywood Reporter: „A fresh and original debut that is purely pleasurable.“ (Ein frisches und originelles Debüt, das puren Genuss bietet.)

## Festivals und Auszeichnungen (Auswahl)
- CPH:PIX 2013: Auszeichnung als Bester Spielfilm (New Talent Grand PIX Award)
- Cannes Film Festival 2013 (ACID)
- IFF Toronto 2013 (Wavelengths)
- Viennale 2013: Auszeichnung mit dem Standard Readers’ Jury Award
- IFF Minsk 2013: Auszeichnung für Bestes Debüt (Special Jury Prize for the Best Debut)
- AFI FEST Los Angeles 2013 (New Auteurs)
- IFF Antalya Golden Orange 2013: Auszeichnung mit dem SIYAD Film Critics’ Award, Auszeichnung mit dem Preis der Jugendjury (Youth Jury Prize)
- IFF Mar del Plata 2013 (int. Wettbewerb)
- Festival de Cine Independiente de Barcelona 2013: Auszeichnung als Bester Spielfilm (Festival Feature Film Award)
- IFF Mumbai 2013 (int. Wettbewerb)
- IFF Rio de Janeiro 2013 (Expectations)
- IFF Helsinki 2013 (Indie Vibes)
- IFF San Francisco 2013 (int. Wettbewerb)
- Mons Int’l Love Film Festival 2014: Auszeichnung mit Jury’s Favorite Prize, Special Mention für Beste Darstellerin (Jenny Schily)
- New Directors/New Films 2014 (MoMA + Lincoln Center New York)
- IFF Göteborg 2014 (Visionärer)
- Festival Premiers Plans d’Angers 2014 (Figures libres)
- Preis der deutschen Filmkritik 2014
- Nominierung als Bestes Spielfilmdebüt (Ramon Zürcher) Nominierung für die Beste Kamera (Alexander Hasskerl) Nominierung für den Besten Schnitt (Ramon Zürcher)[14]